# Saint-Gaudens
Saint-Gaudens je francouzská obec v departementu Haute-Garonne v regionu Midi-Pyrénées. V roce 2010 zde žilo 11 248 obyvatel. Je centrem arrondissementu Saint-Gaudens.